# Procedee electorale
Procedee electorale este o operă literară scrisă de Ion Luca Caragiale. 